# Carlos Ruiz Zafón
Carlos Ruiz Zafón (25. září 1964, Barcelona, Španělsko – 19. června 2020 Los Angeles, Kalifornie, USA) byl španělský prozaik katalánského původu.

## Biografie
Narodil se a vyrostl v Barceloně. Navštěvoval katolickou školu Sarrià, která měla své sídlo ve městě s gotickým zámkem z červených pálených cihel, s věžemi a tajemnými uličkami, které podnítily jeho fantazii a radost z vyprávění příběhů.
Ze začátku byl činný v Barceloně v jedné reklamní agentuře, v roce 1994 odešel do Los Angeles a soustředil se plně na psaní. Vedle své práce na románech je známý také jako scenárista a novinář španělských deníků El País a La Vanguardia. Do roku 2020 žil Carlos Ruiz Zafón v Los Angeles a živil se jako filmový scenárista.
Dne 19. června 2020 podlehl rakovině tlustého střeva.

### Literární úspěch
Hned jeho první román z roku 1993 El príncipe de la niebla (Kníže z mlhy) vyšel ve více než 150 000 výtiscích a spisovatel získal cenu španělského nakladatelství Edebé. Poté vyšly ještě další jeho tři romány pro mladé. Jeho pátá kniha Stín větru byla vydána v roce 2001, ale neupoutala ve Španělsku velkou pozornost, se přesto stala v krátkém čase bestsellerem a mnoho týdnů se držela na španělském žebříčku nejčtenějších knih. Ruiz Zafón se stal ve své rodné zemi oslavován jako literární senzace. V roce 2004 byla prodána práva na publikaci tohoto románu do více než dvaceti zemí světa, mimo jiné do Francie, Finska, Norska, Dánska, Holandska, Švédska, Velké Británie, Itálie, Austrálie, Brazílie, Izraele, Portugalska, Řecka, Maďarska, USA, České republiky a Polska. V anketě velkého barcelonského deníku La Vangaurdia získal román Stín větru cenu za knihu roku 2002.

## Dílo

### České překlady
- El príncipe de la niebla, 1993 (česky Kníže z mlhy, 1. vyd. V Praze: CooBoo, 2013, 192 S., překlad: Romana Bičíková)
- El Palacio de medianoche, 1994 (česky Půlnoční palác, 1. vyd. V Praze: CooBoo, 2014, 262 S., překlad: Romana Bičíková)
- Las luces de septiembre, 1995 (česky Zářijová světla, 1. vyd. V Praze: CooBoo, 2014, 230 S., překlad: Romana Bičíková)
- Marina, 1999 (česky Marina, 1. vyd. V Praze: CooBoo, 2012, 254 S., překlad: Athena Alchazidu)
- La Sombra Del Viento, 2001 (česky Stín větru, Dokořán 2006 (1. vyd.), Dokořán 2007 (2. vyd.), Dokořán 2008 (3. vyd.), 4. vyd. Praha: Knižní klub, 2013. Překlad všech dosavadních vydání: Athena Alchazidu, 457–533 S.); I. díl tetralogie „Pohřebiště zapomenutých knih“)
- El Juego del Ángel, 2008 (česky Andělská hra, Praha: Euromedia-Knižní klub, 2010, 555 S., překlad: Athena Alchazidu); II. díl tetralogie „Pohřebiště zapomenutých knih“)
- El prisionero del cielo, 2011 (česky Nebeský vězeň, 1. vyd. Praha: Knižní klub, 2013, 286 S., překlad: Athena Alchazidu); III. díl tetralogie „Pohřebiště zapomenutých knih“)
- El Laberinto de los Espíritos, 2016 (česky Labyrint duchů, 1. vyd. Praha: Euromedia Group, 2019, 888 S., překlad Athena Alchazidu); IV. díl tetralogie „Pohřebiště zapomenutých knih“)
- La ciudad de vapor 2020 (česky Město páry, 1. vyd Praha: Kalibr, 2023, 224 S., překlad: Athena Alchazidu) povídky, které se vážou k "Pohřebišti zapomenutých knih")